# Oscar de Moya
Óscar de Moya (Bogotà, 1947―Miami, 9 de novembre de 2015) va ser un actor i locutor colombià.

## Biografia
Óscar de Moya va néixer a Bogotà en 1947, va estudiar actuació per la ràdio i teatre. Va iniciar la seva carrera com a actor en 1970, amb Gloria Gómez, qui feia papers infantils en les radionovel·les. En 1972 en la cadena radial HJCK 'Los Pobres También Lloran', 'La Casa de las dos Palmas', que va comportar a ser popular al costat amb Lucero Galindo, Margalida Castro i Teresa Gutiérrez.
En la televisió va participar en 'La casa de las dos palmas', 'Una vida para amarte', 'La ciudad grita', 'La vorágine', 'Los novios' i 'Gabriela', aquesta última, una coproducció amb Veneçuela de la qual va ser protagonista al costat de l'actriu Carmen Julia Álvarez.
En 1983 va participar en la reeixida sèrie Cascabel amb Julio Medina, Alicia de Rojas i Humberto Arango. En 1984 va ser diagnosticat amb brucel·losis per la qual es va retirar de l'actuació. Es va radicar en Miami en 2001 fins a la seva mort el 9 de novembre de 2015.